# Городские обыватели

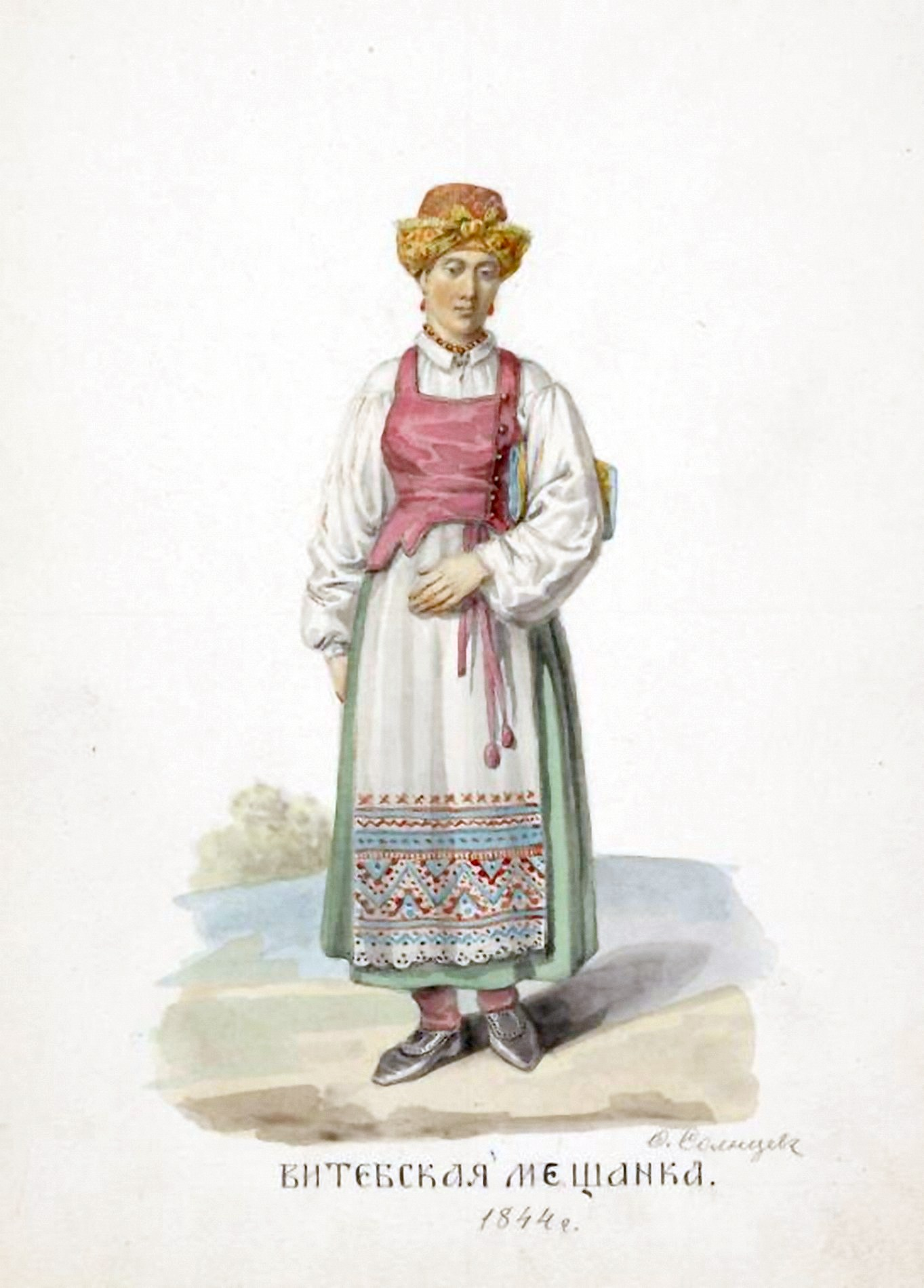
Витебская мещанка, альбом «Одежды Русского государства» 1844 год,

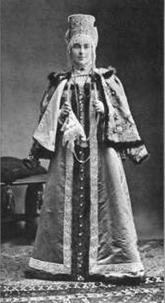
В наряде мещанки Московской слободы XVII столетия, состоящая при Её Императорском Высочестве Великой княгине Марии Павловне Марианна Фёдоровна Мансурова.

Городски́е обыва́тели — в законодательстве Российской империи состояние (сословие) городских жителей (известное также как городско́е состоя́ние и под именем граждан).
Городские обыватели также, — горожане, освобождённые на основании жалованных грамот или именных указов, за особые государственные заслуги, лично или потомственно, от всех или некоторых подворных податей и повинностей, в старинно-русском юридическом языке, обозначались термином — Беломестцы.
Городские обыватели также, — все домовладельцы города без различия сословий; при этом зачастую использовалось словосочетание «настоя́щие городски́е обыва́тели» («Настоящие городские обыватели суть те, кои в этом городе дом или иное строение или место или землю имеют»). Манифестом, от 17 марта 1775 года, был впервые введён, в русское законодательство, особый разряд городского населения — мещане, и обозначавший «городских обывателей», не записанных в купечество.

## Состав
Городские обыватели разделялись на пять сословных групп, учитываемых в отдельных разделах городовой обывательской книги, которая была разделена на шесть частей:
- почётные граждане (личные и потомственные);
- гильдейское купечество, местное и иногороднее;
- мещане или посадские;
- ремесленники или цеховые;
- рабочие люди.

В допетровской Руси городскими обывателями в их более позднем значении (но без использования названия) были купцы и чёрные градские люди мелкие торговцы, ремесленники, подёнщики), хотя кроме них жили в городах ещё и служилые люди.

## До реформ Александра II
До реформ Александра II городское состояние составляло нечто вроде особой корпорации, которой вверялось заведование городскими делами и хозяйством. Участие в городских выборах обусловливалось принадлежностью к одному из разрядов городского состояния. Лица дворянского или духовного звания могли иметь в городе собственность, нести различные повинности в пользу города, но, несмотря на это, не пользовались правом участия в городском управлении. Городской житель вообще и гражданин (или городской обыватель в особенности) были совершенно различными понятиями.

### В Городовой грамоте 1785 года
Выделение городского состояния из среды прочих городских обывателей, следы которого оставались в терминологии законов Российской империи до 1917 года, впервые появилось в Российском законодательстве с изданием городовой грамоты 1785 года и объяснялось стремлением Екатерины II создать в России, по примеру французского «третьего сословия», особое наследственное состояние, «средний род людей», в качестве торгово-промышленного класса населения. По взгляду императрицы, всякое общество непременно должно было состоять из трех групп: дворянства, среднего рода и хлебопашцев. На первом лежала защита отечества и участие в отправлении правосудия; занятие той или другой отраслью промышленности или торговли было бы несообразно с дворянским достоинством. Что касается крестьянина, то занятие торговлею и промыслами ему было «несвойственно, по той простой причине, что его жребий есть возделывать землю, плодами которой питаются всякого состояния люди».
При таком взгляде на общественную организацию, роль людей «среднего рода» обрисовывалась совершенно ясно. «К сему роду людей причесть должно всех тех, кои, не быв дворянином, ни хлебопашцем, упражняются в художествах, в науках, в торговле, в мореплавании и ремеслах». В другом месте наказа на вопрос: «что есть город и кто составляет общество того города», давался ответ: «в городах обитают мещане, которые упражняются в ремеслах, в торговле, в художествах и науках». Признавая исключительным назначением городов — давать их жителям «способы приобретения имущества посредством торговли, промыслов, рукоделий и ремесел и тем умножать доходы государственные», грамота 1785 года видела именно в таком назначении городов основание сделать из городских обывателей «отличное наследственное состояние», характерными чертами которого должны быть «трудолюбие и добронравие», тогда как качествами дворянского сословия являлись «добродетель и заслуги».

### Расширения понятия в XIX веке
Последующие узаконения ввели в состав городского общества, наряду с лицами, причисленными по закону к среднему состоянию людей, также и лиц других сословий, владеющих в пределах города недвижимой собственностью и несущих с неё повинности в пользу города. Для Петербурга это было сделано в 1846 году, несколько позже — для Москвы и Одессы.

## Реформа 1870 года
Городовое положение 1870 года окончательно устранило из устройства городского управления сословный принцип как не только неудобный, но и прямо вредный для преуспевания городов. Право на звание «городских обывателей» утратило всякое значение, сделавшись в действительности принадлежностью всех постоянных жителей города, владеющих в нём собственностью, в размере требуемом законом. Таким образом, сохранявшиеся в законе (Свод законов Российской империи, т. IX, ст. 494) постановления о городском состоянии были лишены всякого практического значения и стали иметь лишь исторический интерес.